# Iguanura leucocarpa
Iguanura leucocarpa är en enhjärtbladig växtart som beskrevs av Carl Ludwig von Blume. Iguanura leucocarpa ingår i släktet Iguanura och familjen Arecaceae.
Artens utbredningsområde är Sumatera. Inga underarter finns listade i Catalogue of Life.